# Северо-Восточный административный округ
Се́веро-Восто́чный администрати́вный о́круг (СВАО) — один из 12 административных округов города Москвы. Находится на севере города. Содержит 17 районов. Код ОКАТО — 45 280 000 000.
На территории округа расположены станции Калужско-Рижской, Серпуховско-Тимирязевской и Люблинско-Дмитровской линий метро, Московской и Октябрьской железных дорог, МЦД D2, D3 и D4, а также станции линий Московского монорельса и Московского центрального кольца.

## Руководство префектурой
С января 2000 года Северо-Восточный административный округ возглавляла Ирина Яковлевна Рабер. С 29 сентября 2010 года после отставки мэра Москвы Юрия Лужкова она стала временно исполняющей обязанности префекта, хотя формальный приказ об этом был подписан новым мэром Сергеем Собяниным только 1 ноября.
Позже указом Мэра города Москвы Сергея Собянина И. Я. Рабер была отправлена в отставку «по собственной инициативе в связи с выходом на пенсию по возрасту». Исполняющим обязанности префекта назначен Игорь Николаевич Колесников, который до этого занимал пост первого заместителя префекта. 8 января 2011 года было подписано распоряжение о назначении Колесникова Игоря Николаевича префектом Северо-Восточного округа, но уже в апреле того же года пост префекта занял Валерий Юрьевич Виноградов. Игорь Николаевич Колесников остался работать в префектуре СВАО в должности первого заместителя префекта.

## Население
| 2002       | 2009       | 2010       | 2012       | 2013       | 2014       | 2015       |
| ---------- | ---------- | ---------- | ---------- | ---------- | ---------- | ---------- |
| 1 240 062  | ↗1 241 743 | ↗1 359 508 | ↗1 373 547 | ↗1 387 201 | ↗1 398 481 | ↗1 402 928 |
| 2016       | 2017       | 2018       | 2019       | 2020       | 2021       | 2023       |
| ↗1 413 739 | ↗1 415 283 | ↗1 423 956 | ↗1 431 976 | ↗1 434 842 | ↗1 437 668 | ↗1 438 138 |
| 2024       |            |            |            |            |            |            |
| ↗1 455 811 |            |            |            |            |            |            |

### Национальный состав
По итогам переписи населения 2020 года проживали следующие национальности (национальности менее 0,1 % и другое, см. в сноске к строке «Другие»):
| Национальность | Численность, чел. | Доля     |
| -------------- | ----------------- | -------- |
| Русские        | 1 059 485         | 73,69 %  |
| Татары         | 10 397            | 0,72 %   |
| Армяне         | 6540              | 0,45 %   |
| Украинцы       | 5778              | 0,40 %   |
| Азербайджанцы  | 3011              | 0,21 %   |
| Узбеки         | 2732              | 0,19 %   |
| Грузины        | 2555              | 0,18 %   |
| Евреи          | 2530              | 0,18 %   |
| Таджики        | 2410              | 0,17 %   |
| Киргизы        | 1800              | 0,13 %   |
| Белорусы       | 1701              | 0,12 %   |
| Другие         | 338 729           | 23,56 %  |
| Итого          | 1 437 668         | 100,00 % |

## Районы
| №  | Название района     | Соответствующий муниципальный округ | Площадь, га | Население (на 01.01.2020), чел. | Плотность населения (на 01.01.2020), чел. / км² | Площадь жилого фонда (на 01.01.2008), тыс. м² | Средняя жилплощадь на человека м² / чел. |
| -- | ------------------- | ----------------------------------- | ----------- | ------------------------------- | ----------------------------------------------- | --------------------------------------------- | ---------------------------------------- |
| 1  | Алексеевский        | Алексеевский                        | 529         | ↘77 681                         | 14684.5                                         | 1409                                          | 19,99                                    |
| 2  | Алтуфьевский        | Алтуфьевский                        | 325         | ↘55 741                         | 17151.08                                        | 795                                           | 16,26                                    |
| 3  | Бабушкинский        | Бабушкинский                        | 507         | ↗88 627                         | 17480.67                                        | 1558                                          | 20,16                                    |
| 4  | Бибирево            | Бибирево                            | 645         | ↘158 797                        | 24619.69                                        | 2510                                          | 16,79                                    |
| 5  | Бутырский           | Бутырский                           | 504         | ↘71 703                         | 14226.79                                        | 1104                                          | 18,04                                    |
| 6  | Лианозово           | Лианозово                           | 579         | ↘84 105                         | 14525.91                                        | 1509                                          | 19,2                                     |
| 7  | Лосиноостровский    | Лосиноостровский                    | 554         | ↗83 136                         | 15006.5                                         | 1486                                          | 20,58                                    |
| 8  | Марфино             | Марфино                             | 226         | ↗36 742                         | 16257.52                                        | 431                                           | 17,17                                    |
| 9  | Марьина Роща        | Марьина Роща                        | 468         | ↘62 191                         | 13288.68                                        | 1119                                          | 18,81                                    |
| 10 | Останкинский        | Останкинский                        | 1246        | ↘64 840                         | 5203.85                                         | 1128                                          | 20,29                                    |
| 11 | Отрадное            | Отрадное                            | 1016        | ↗187 737                        | 18478.05                                        | 3141                                          | 18,61                                    |
| 12 | Ростокино           | Ростокино                           | 354         | ↗52 115                         | 14721.75                                        | 685                                           | 20,09                                    |
| 13 | Свиблово            | Свиблово                            | 441         | ↘60 013                         | 13608.39                                        | 956                                           | 17,57                                    |
| 14 | Северное Медведково | Северное Медведково                 | 566         | ↘129 632                        | 22903.18                                        | 1965                                          | 17,16                                    |
| 15 | Северный            | Северный                            | 1029        | ↗55 740                         | 5416.91                                         | 585                                           | 29,55                                    |
| 16 | Южное Медведково    | Южное Медведково                    | 387         | ↗88 150                         | 22777.78                                        | 1258                                          | 17,02                                    |
| 17 | Ярославский         | Ярославский                         | 799         | ↘98 861                         | 12373.09                                        | 1456                                          | 17,03                                    |

## История
До 1917 года в состав Москвы входила только очень небольшая часть округа, в районе Сущёвского вала. После Февральской революции Московская городская дума существенно расширила территорию Москвы, определив границу города по Московской Кольцевой Железной дороге. Таким образом территория современных районов «Алексеевский», «Марьина Роща», «Бутырский», «Марфино», «Останкинский» и частично «Ростокино» стали частью Москвы. Второе столь же масштабное расширение произошло в 1960 году, когда границей Москвы стала МКАД. Частью Москвы стал город Бабушкин и многочисленные деревни, которые впоследствии дали названия районам округа. Последним в состав города вошла территория современного муниципального района «Северный», в 1984 году.
На территории округа до 1991 года существовали Дзержинский, Кировский, Бабушкинский, Тимирязевский районы.
До административной реформы в СВАО существовала ТЕОС «Шереметьевский», присоединённая к району «Останкинский» в 2002 году.

## Транспорт
- Основные транспортные магистрали: Проспект Мира — Ярославское шоссе, Алтуфьевское шоссе, Дмитровское шоссе (район Северный), Шереметьевская улица.
- По территории округа проходят три линии московского метрополитена: Калужско-Рижская, Серпуховско-Тимирязевская и Люблинско-Дмитровская, а также Московский монорельс и Московское центральное кольцо.
- Два столичных вокзала: Рижский и Савёловский. Также проходит железная дорога Москва-Ярославль, станции: Москва-III, Маленковская, Яуза, Ростокино, Лосиноостровская, Лось.
- Около метро «ВДНХ» находится автостанция, с которой отправляются пригородные автобусы в Мытищи, Королёв, Ивантеевку, Пушкино, Красноармейск, Лесные Поляны, Хотьково (часть рейсов), Сергиев Посад, а также ряд междугородних автобусных рейсов, преимущественно северо-восточного направления. Также имеются пункты отправления пригородных автобусов возле станций метро «Медведково» и «Алтуфьево».
- Единственная линия Московского монорельса целиком находится на территории Северо-Восточного административного округа[28].

## Достопримечательности
На территории округа находятся ряд объектов широко известных не только в Москве, но и далеко за её пределами:
- Выставка достижений народного хозяйства (ВДНХ), многие павильоны которой являются памятниками архитектуры
- Останкинская телебашня и одноимённый телецентр
- Первая в России монорельсовая транспортная система
- Ростокинский акведук
- Усадьба Шереметьевых. Памятник русской архитектуры XVIII века
- Усадьба «Свиблово»
- Главный ботанический сад РАН
- Скульптурная композиция Веры Мухиной «Рабочий и колхозница», стоящая на крыше одноимённого музейно-выставочного центра (с 2017 года центр административно подчинён ВДНХ и считается её павильоном)
- Мемориальный дом-музей академика С. П. Королёва
- Музейно-мемориальный комплекс «Аллея Космонавтов»
- Памятник плавленому сырку «Дружба»
- Памятник «Ростокинский дворник»
- Новый драматический театр — самый отдалённый театр Москвы с редким репертуаром

## Религия
Российские традиционные религии
В Северо-Восточном округе находится Духовно-просветительский комплекс российских традиционных религий в Отрадном, на территории которого соседствуют друг с другом строения различных религий: православные, исламские, иудейские и буддийские.
Православные храмы
Территория Северо-Восточного административного округа находится в церковно-административном подчинении Северо-Восточного викариатства, которое, в свою очередь, делится на два благочиния — Сергиевское и Троицкое.
- Храм Тихвинской иконы Божией Матери в Алексеевском
- Храм Воздвижения Креста Господня в Алтуфьеве
- Храм иконы Божией Матери «Нечаянная радость» в Марьиной роще
- Храм Владимирской иконы Божией Матери в Виноградове
- Храм Покрова Пресвятой Богородицы в Медведкове